# 브라흐마 (맥주)

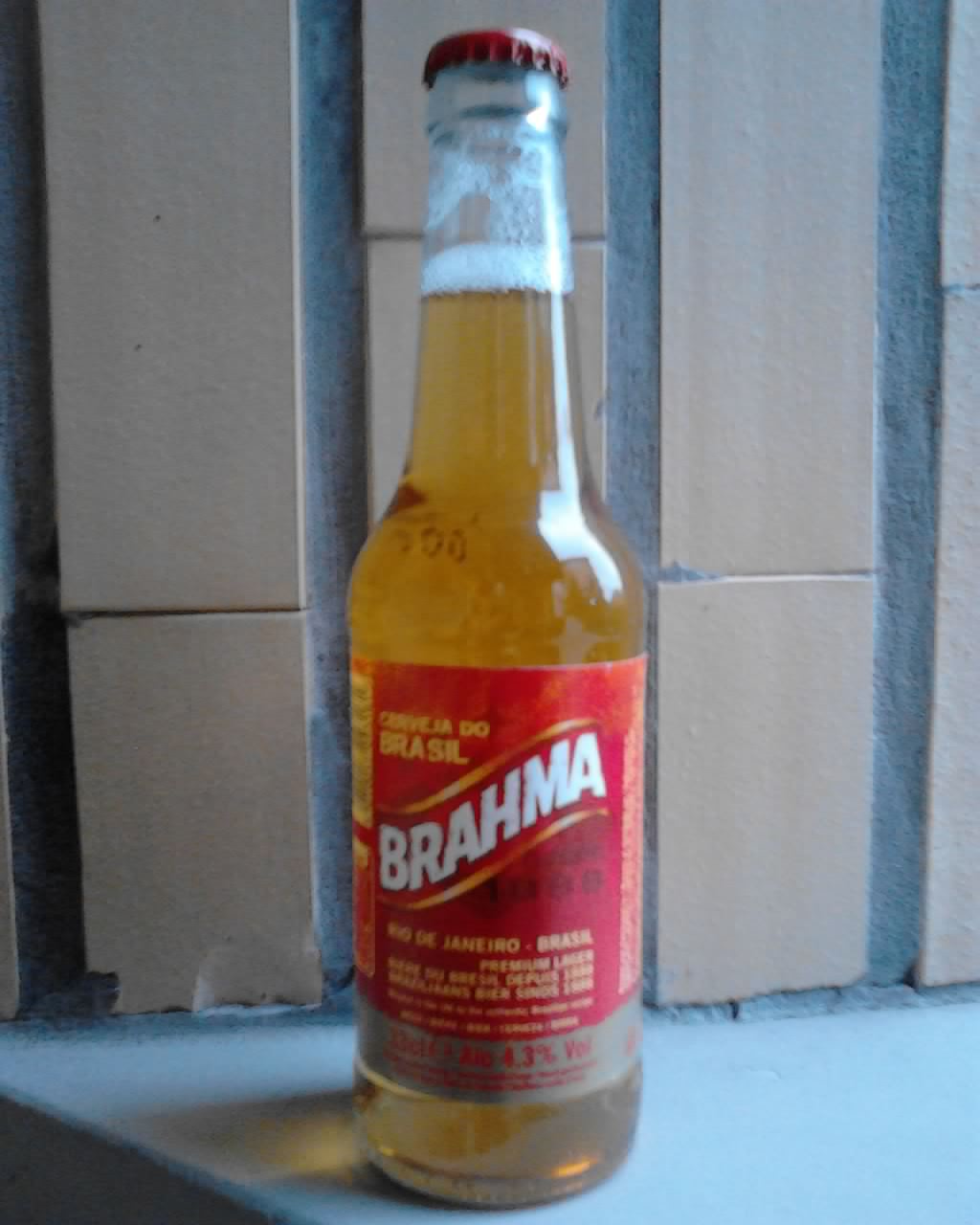
브라흐마

브라흐마(Brahma)는 브라질의 맥주 브랜드이다.